# Leptonychia bampsii
Leptonychia bampsii là một loài thực vật có hoa trong họ Cẩm quỳ. Loài này được Germ. mô tả khoa học đầu tiên năm 1961.